# Клешньов Валерій Володимирович
Клешньов Валерій Володимирович (15 жовтня 1958) — російський академічний веслувальник.
Срібний призер Олімпійських Ігор 1980 року в складі парної четвірки.
Бронзовий призер Чемпіонату світу 1982 року в складі парної четвірки.